# Арух, Саламо
Саламо Арух (греч. Σολομόν Αρούχ ; Салоники, Греция, 1 января 1923 г. — 26 апреля 2009 г., Тель-Авив, Израиль) — греческий боксёр еврейского происхождения, чемпион Греции по боксу в среднем весе (1938), чемпион Балкан по боксу в среднем весе (1939).
Один из выживших узников концентрационного лагеря Аушвиц, где был вынужден ради сохранения своей жизни участвовать в боксёрских поединках со смертельным исходом против других заключённых для развлечения лагерной охраны (провёл более 200 боёв).
История его жизни легла в основу фильма «Триумф духа» (режиссёр Роберт М. Янг, роль Саламо Аруха исполнил Уильям Дефо, 1989 год).

## Биография
Саламо Арух родился в 1923 году в Салониках (Греция), в рыбацкой многодетной семье. Отец с детства прививал ему любовь к «мужским искусствам», в частности, к боксу. Первыми спарринг-партнёрами Саламо были его старший брат Аврам и друг детства Яаков Разон, который также в дальнейшем стал профессиональным боксёром.
Первый любительский поединок Арух провёл в возрасте четырнадцати лет в 1937 году в еврейском молодёжном центре в Салониках (победил техническим нокаутом). В дальнейшем выступал за спортивные клубы Maccabi Thessaloniki и Aris Thessaloniki. Выиграл Чемпионат Греции по боксу в средней весовой категории в 1938 году. В 1939 году победил в Чемпионате Балкан по боксу в среднем весе, набрав на тот момент беспроигрышную серию из 24-х побед при 24-х нокаутах. Спортивная пресса окрестила его «Балетным танцором» за «изящную работу ногами».
После начала Второй Мировой Войны Арух вступил в ряды греческой армии. Проходя службу, он провёл ещё три боя, увеличив свой боксёрский рекорд до 27-и побед при 27-и нокаутах.

## Пребывание в лагере
После оккупации Греции был депортирован со всей семьёй в числе других евреев из Салоников в нацистский концентрационный лагерь Освенцим-Биркенау. По прибытии 15 марта 1943 года получил лагерный номер 136954 и был разлучён с родными.
На второй день пребывания в Освенциме Арух вызвался продемонстрировать свои навыки боксёра для одного из офицеров охраны, искавшего спортсменов среди новоприбывших для любительского ринга, устроенного в лагере. Против Аруха выставили более рослого и крупного заключённого, однако Саламо победил в поединке. Проигравший на его глазах был застрелен.
После этого Аруха перевели на более лёгкую работу и обеспечили дополнительным питанием. Два, иногда три раза в неделю (обычно по средам и воскресеньям), он выступал на ринге Освенцима в боксёрских боях со смертельным исходом. Бои длились до тех пор, пока один из бойцов больше не мог встать, или пока нацисты не уставали смотреть. Проигравшего казнили. Всего, по воспоминаниям Аруха, он провёл 210 матчей, победив в 208-ми, и 2 завершились с ничейным счётом
Арух утверждал, что делал это для того, чтобы выжить и узнать что-нибудь о судьбе других членов своей семьи. После освобождения из концлагеря ему стало известно, что мать и трёх его сестёр отправили в газовые камеры в день их прибытия, отец умер от голода в первый год пребывания в лагере, а брата казнили за отказ вырывать золотые коронки из зубов людей, задушенных газом.

## После войны
В 1945-м был переведён в концлагерь Берген-Бельзен, откуда был освобождён британскими войсками.
В ноябре 1945-го женился на уроженке своих родных Салоников Марте Йехиэль, также бывшей узнице концлагеря. Вместе с женой иммигрировал в Израиль, сначала супруги поселились в Тель-Авиве, также жили в Бат-Яме и Ришон-ле-Ционе. В браке у них родились четверо детей.
Придал своему имени ивритскую форму Шломо.
Закончил спортивную карьеру 8 июня 1955 года поединком с итальянцем Амлето Фальчинелли (Amleto Falcinelli) в Тель-Авиве (проиграл нокаутом в четвёртом раунде).
После ухода из профессионального спорта руководил судоходной фирмой.
В составе Армии обороны Израиля, участвовал в Шестидневной войне 1967 года
В 1994-м перенёс тяжелый инсульт. Умер 26 апреля 2009 года в возрасте 86 лет в Тель-Авиве.

## Работа над фильмом «Триумф духа»
Арух работал консультантом на съёмках фильма «Триумф духа», снятого на основе истории его жизни. Однако, в фильме были допущены некоторые художественные вольности в отношении биографии главного героя (например, изменено имя жены, кроме того, в сюжете она появлялась ещё до интернирования в Освенцим).
После выхода «Триумфа духа» другой боксёр-еврей из Салоников, Яаков Разон, друг детства и первый спарринг-партнёр Аруха, подал в суд иск на сумму более 20 миллионов долларов США к Аруху и создателям фильма, утверждая, что они украли его историю, и что Арух намеренно выставил себя в лучшем свете, чем это было на самом деле.
Разон до начала Второй Мировой Войны выступал в Салониках за тот же клуб, что и Арух, также как и Арух, был депортирован из Салоников в Освенцим, где администрация лагеря, узнав о том, что он профессиональный спортсмен, также вынудила его участвовать в боксёрских боях до смерти. Сам Арух вспоминал, что возможность его боя с Разоном обсуждалась незадолго до освобождения Освенцима советскими войсками. При этом Яаков (Жако) Разон является второстепенным персонажем фильма (его роль исполнил Карио Салем). По сюжету, после того, как Арух последовательно теряет всех своих близких (кроме невесты), немецкий офицер вынуждает его драться с Разоном. Арух отказывается из-за плохого физического состояния Разона и явно неравных шансов для последнего, после чего немец убивает Разона.
Позже дело было урегулировано мировым соглашением между сторонами, Разон получил 30 000 долларов США за отказ от иска.